# Choloma
Choloma là một thành phố Honduras. Thành phố thuộc Cortés. Năm 2010, thành phố có dân số khoảng 222.828 người. Đây là thành phố lớn thứ 3 Honduras. 
Nhiều nhà máy đóng tại Choloma do lao động giá rẻ, yếu tố đã giúp nền kinh tế của thành phố. Choloma nằm ở phía nam của Puerto Cortes và phía bắc của San Pedro Sula, với kết nối giao thông với các thành phố này được cung cấp bởi các công ty xe buýt tư nhân.